# 音楽学部
音楽学部（おんがくがくぶ、英称：Faculty of Music / Department of Music）は、音楽・芸術を学ぶことに特化した大学に設置されている学部。

## 学科
- 音楽学科
- 音楽科
- 声楽学科
- 器楽学科
- 作曲学科
- 演奏学科

等

## 大学一覧
太字の大学は国公立大学で、該当は４大学。
- 聖徳大学（千葉県）
- 東邦音楽大学（埼玉県）
- 国立音楽大学（東京都）
- 東京音楽大学（東京都）
- 東京藝術大学（東京都）
- 桐朋学園大学（東京都）
- 武蔵野音楽大学（東京都）
- 昭和音楽大学（神奈川県）
- 洗足学園音楽大学（神奈川県）
- 愛知県立芸術大学（愛知県）
- 名古屋音楽大学（愛知県）
- 京都市立芸術大学（京都府）
- 大阪音楽大学（大阪府）
- 相愛大学（大阪府）
- 神戸女学院大学（兵庫県）
- 武庫川女子大学（兵庫県）
- くらしき作陽大学（岡山県）
- エリザベト音楽大学（広島県）
- 徳島文理大学（徳島県）
- 平成音楽大学（熊本県）
- 活水女子大学（長崎県）
- 沖縄県立芸術大学（沖縄県）

- 上野学園大学（東京都）- 2020年7月、学生募集停止を発表。短期大学音楽科は継続[1]。
- フェリス女学院大学（神奈川県）- 2025年4月からのグローバル教養学部文化表現学科音楽・身体表現専攻は、過去の音楽学部とは全く違う教育内容である[2]。

## 音楽系の学部をおく日本の大学
太字の大学は国公立大学で、該当は２大学。

音楽系の学部には、音楽学部以外に芸術学部、学芸学部、メディア学部、文教育学部、教育学部（音楽教育課程）などがある。

### 芸術学部
- 札幌大谷大学（北海道） - 音楽学科
- 玉川大学（東京都） - 音楽学科
- 日本大学（東京都） - 音楽学科
- 名古屋芸術大学（愛知県） - 芸術学科音楽領域
- 大阪芸術大学（大阪府） - 音楽学科・演奏学科

### 芸術情報学部
- 尚美学園大学（埼玉県） - 音楽表現学科・音楽応用学科

### 学芸学部
- 宮城学院女子大学（宮城県） - 同大学学芸学部には、音楽科が設置されており、小人数の学科であるものの、コンサート専用ホールを持ち、管弦楽、声楽、作曲の各専攻で学ぶことが出来る。
- 同志社女子大学（京都府） - 音楽学科
- 広島文化学園大学（広島県） - 音楽学科

### メディア学部
- 東京工科大学（東京都）- 同大学メディア学部には、音楽の専門家育成を主たる目的とするものではないが、音楽系の講義やプロジェクトが存在し、アーティストの支援活動を行ったり、大学レーベルから大学生アーティストを誕生させている。

### 文教育学部
- お茶の水女子大学（東京都） - 同大学文教育学部芸術・表現行動学科に、音楽表現コースがある。

### 国際文化学部
- 鹿児島国際大学（鹿児島県） - 同大学国際文化学部には、短期大学部音楽科の改組（4年制化）にもとづく音楽学科があり、声楽、器楽、作曲のコースがある。

### 教育学部
- 大阪教育大学（大阪府） - 同大学教育学部教育協働学科芸術表現コースに音楽表現コースがある。

### 発達教育学部
- 京都女子大学（京都府） - 2024年4月、教育学科音楽教育学専攻は他専攻と共に消滅、教育学科という名称のみになった[3]。

### 教養学部
- 東海大学（神奈川県） - 芸術学科音楽学課程は、他課程と融合、2024年度に完全終了[4]。

### グローバル教養学部
- フェリス女学院大学（神奈川県） - 文化表現学科 音楽・身体表現専攻

### 文学部
- 金城学院大学（愛知県） - 音楽芸術学科

### 芸術文化学群
- 桜美林大学（東京都） - 音楽専修